# Macchina da scrivere Sholes and Glidden

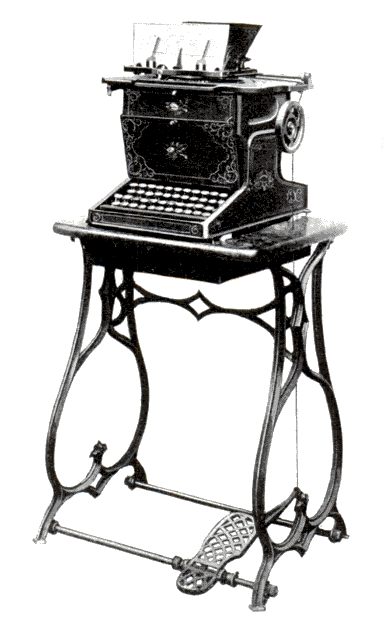
La Sholes and Glidden come prodotta dalla E. Remington and Sons

La macchina da scrivere Sholes and Glidden (conosciuta anche come Remington No. 1) è stata la prima macchina per scrivere di successo commerciale: fu progettata a partire dal 1867 dall'inventore statunitense Christopher Latham Sholes con l'aiuto dello stampatore Samuel W. Soule e del meccanico dilettante Carlos S. Glidden. Soule abbandonò subito dopo il progetto e venne sostituito da James Densmore, che comprò il brevetto e ne finanziò lo sviluppo. Dopo alcuni tentativi di produzione in serie falliti, la macchina venne rilevata nel 1873 dalla E. Remington and Sons, fabbricante d'armi, e raggiunse la commercializzazione, dopo alcune rifiniture apportate dai nuovi proprietari, il primo luglio del 1874.
Durante lo sviluppo, la ricerca di soluzioni pratiche sia per la produzione in massa che per l'uso della macchina ha portato alla definizione di standard, come la tastiera QWERTY o del rullo cilindrico, che sono rimasti invariati per decenni e sono stati ereditati anche da strumenti lontani meccanicamente dalla Remington 1, come le macchine da scrivere elettroniche o i computer.
Tuttavia il prodotto finale aveva alcuni difetti, tra i quali i principali erano il poter stampare esclusivamente lettere maiuscole, il che produceva documenti sentiti come freddi, impersonali e persino irritanti, e la digitazione cieca dovuta ai martelletti che imprimevano il retro del foglio, impedendo al dattilografo  di vedere cosa stesse effettivamente digitando in tempo reale. Anche per questi motivi, che si sommarono all'assenza di un mercato consolidato, agli alti costi e alla necessità di formare i primi dattilografi (o le prime dattilografe, nelle intenzioni del produttore come testimoniano le decorazioni floreali: quello della dattilografa è stato uno dei primi ruoli a consentire alle donne di poter lavorare insieme agli uomini) l'accoglienza del pubblico fu piuttosto fredda. Tuttavia la crescente necessità di una corrispondenza leggibile dovuta all'espansione economica del tardo XIX secolo ne decretarono il successo.